# Двиница
Дви́ница — река в Вологодской области России, левый приток Сухоны, принадлежит бассейну Северной Двины.
Длина — 174 км, площадь водосборного бассейна — 2400 км².
Крупнейшие притоки: Шорега, Вотча, Корбанка (левые).
Двиница начинается из Больших болот, расположенных к юго-востоку от Харовска. В верховьях течёт на юго-восток по малонаселённой местности вдоль южного склона Харовской гряды. Русло на этом участке извилистое, течение среднее, берега лесистые.
В нижнем течении река сначала резко поворачивает на запад, а потом снова на юго-восток, огибая холмистые гряды. Течение замедляется, берега становятся заболоченными.
Двиница впадает в Сухону у посёлка Двиница Междуреченского района, 10 километрами севернее райцентра Шуйское.

## Притоки
Указано расстояние от устья.
- 17 км: река Литовка (пр)
- 25 км: река Большой Нодимец (пр)
- 27 км: река Малая Норокса (пр)
- 29 км: река Большая Норокса (пр)
- 54 км: река Вотча (лв)
- 60 км: река Мола (лв)
- 70 км: река Корбыш (лв)
- 78 км: река Корбанка (лв)
- 82 км: река Драловка (лв)
- 89 км: река Кавнокса (лв)
- 95 км: ручей Курочка (лв)
- 100 км: река Шорега (лв)
- 110 км: река Юшковка (лв)
- Волонга (пр)
- Аламбаш (пр)

## Данные водного реестра
По данным государственного водного реестра России относится к Двинско-Печорскому бассейновому округу, водохозяйственный участок реки — Северная Двина от начала реки до впадения реки Вычегда, без рек Юг и Сухона (от истока до Кубенского гидроузла), речной подбассейн реки — Сухона. Речной бассейн реки — Северная Двина.
Код объекта в государственном водном реестре — 03020100312103000007070.